# جووانی بندتو کاتیلونه
جووانی بندتو کاتیلونه (به ایتالیایی: Giovanni Benedetto Castiglione) (غسل تعمید ۲۳ مارس ۱۶۰۹ - درگذشته ۵ مه ۱۶۶۴) نقاش، گراورساز و حکاک اهل ایتالیا است.

## نگارخانه

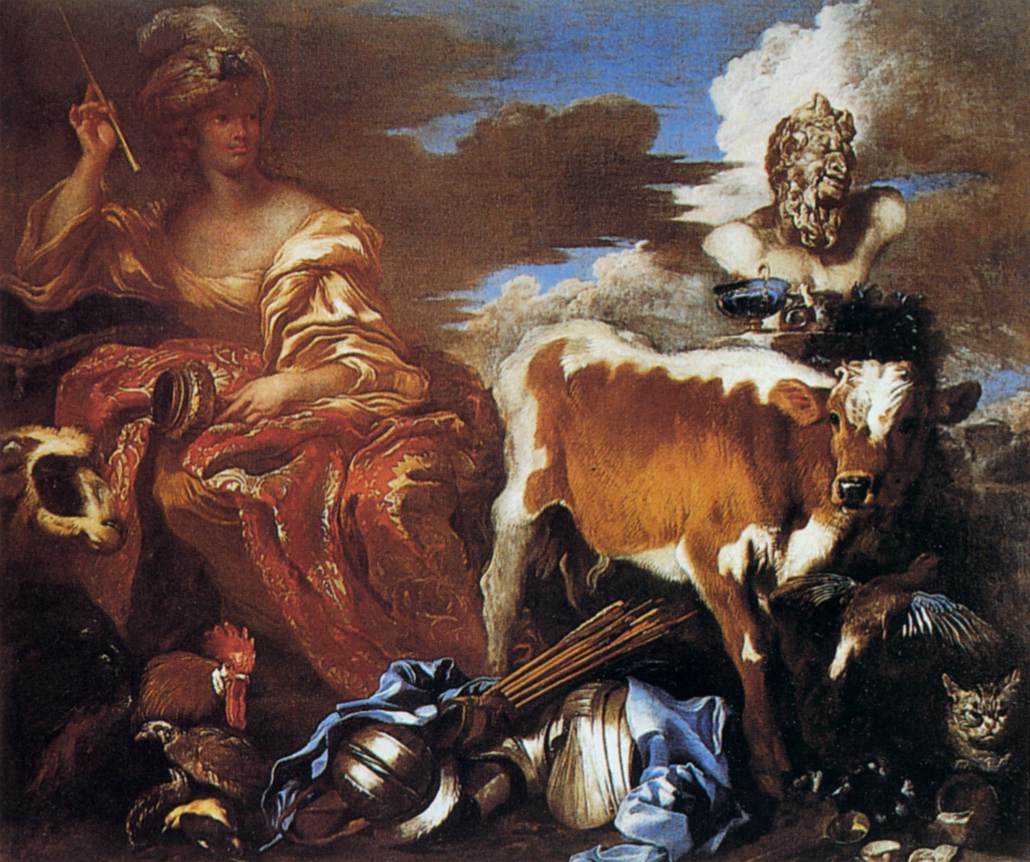
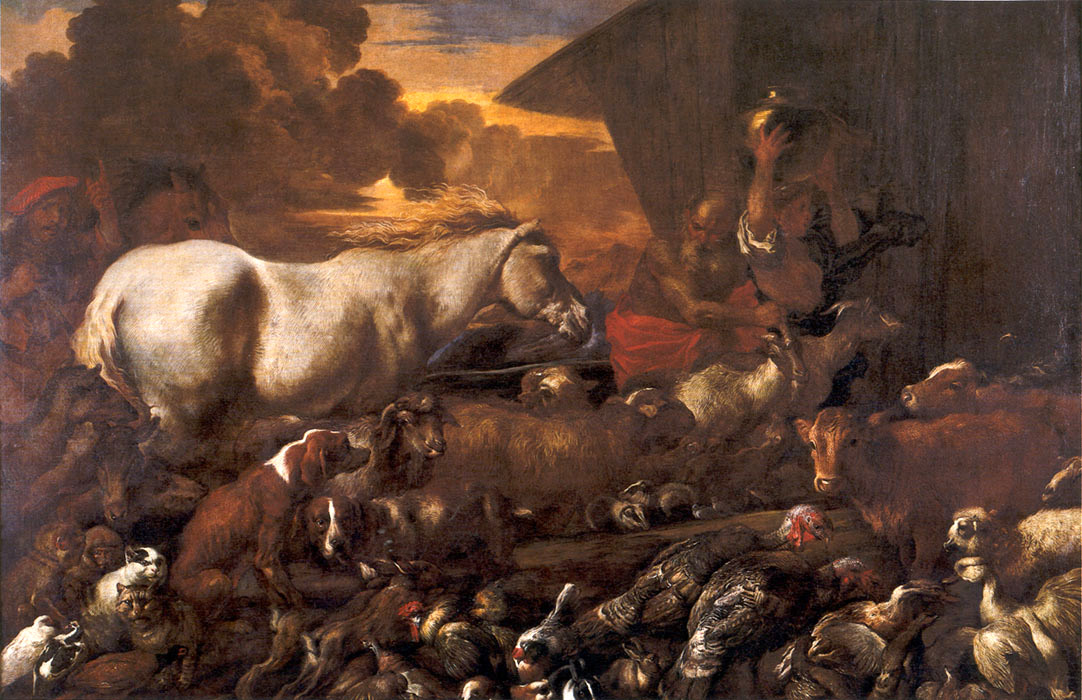
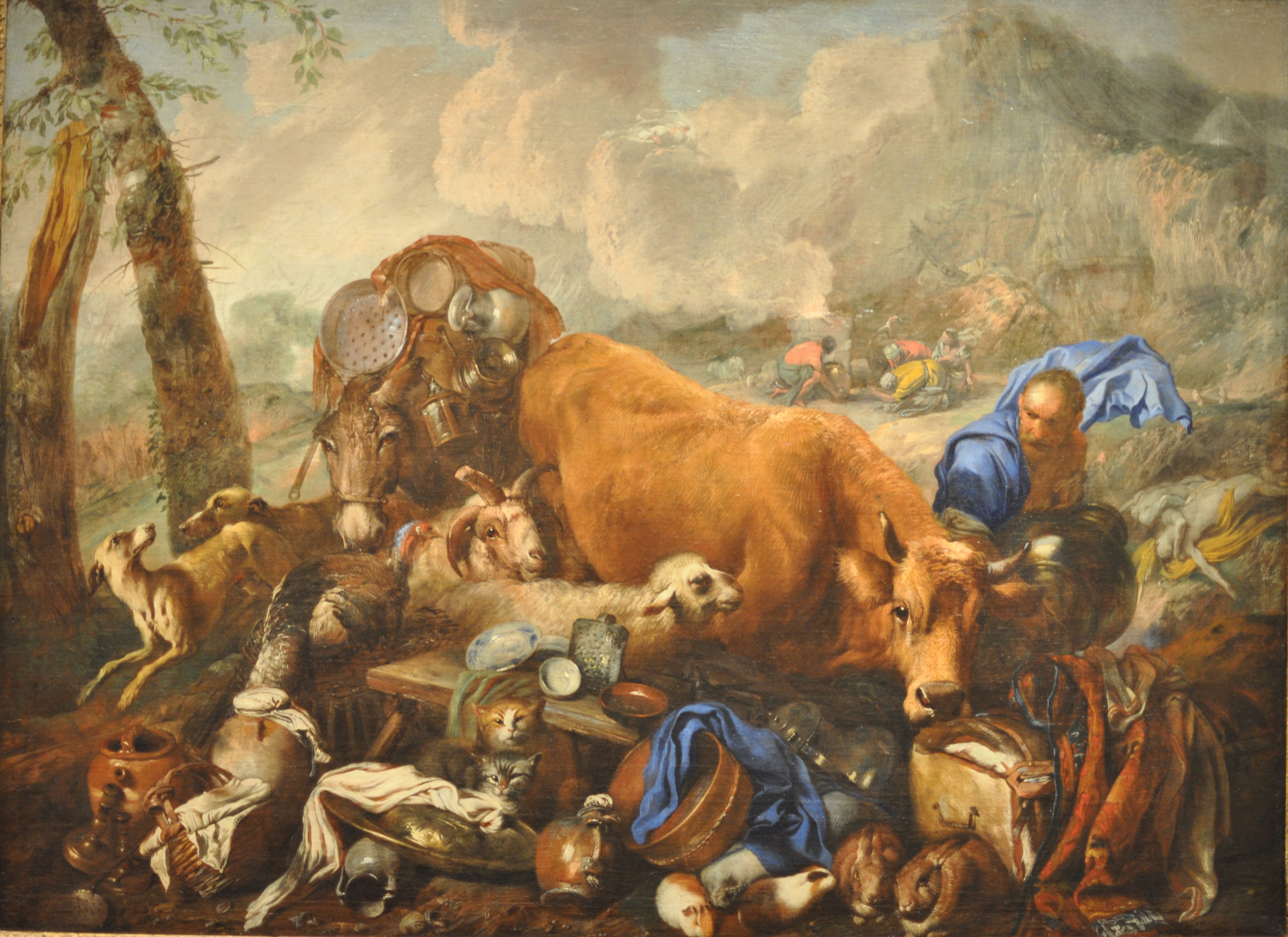
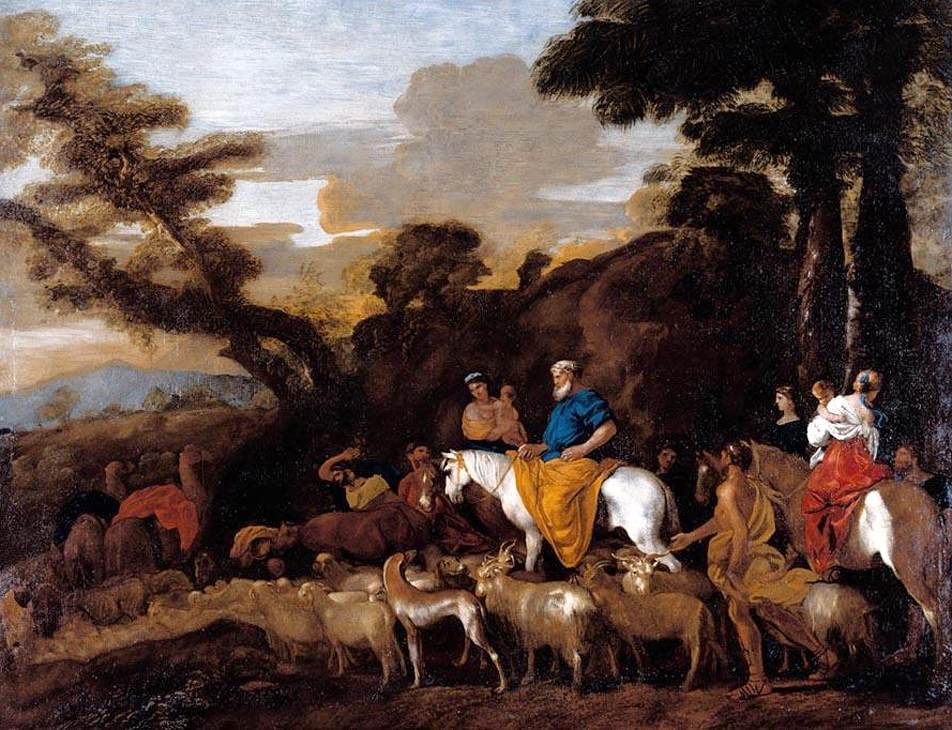
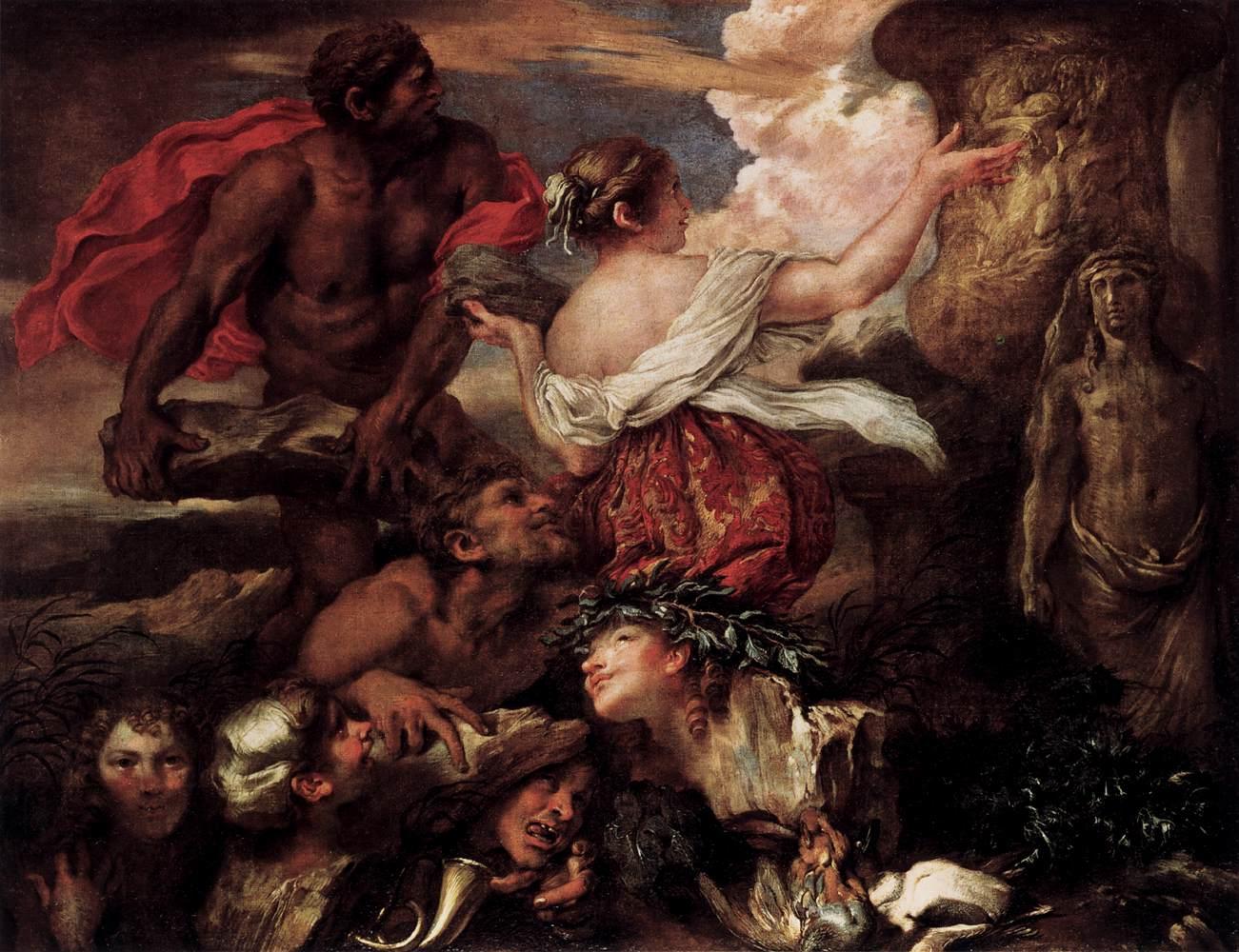
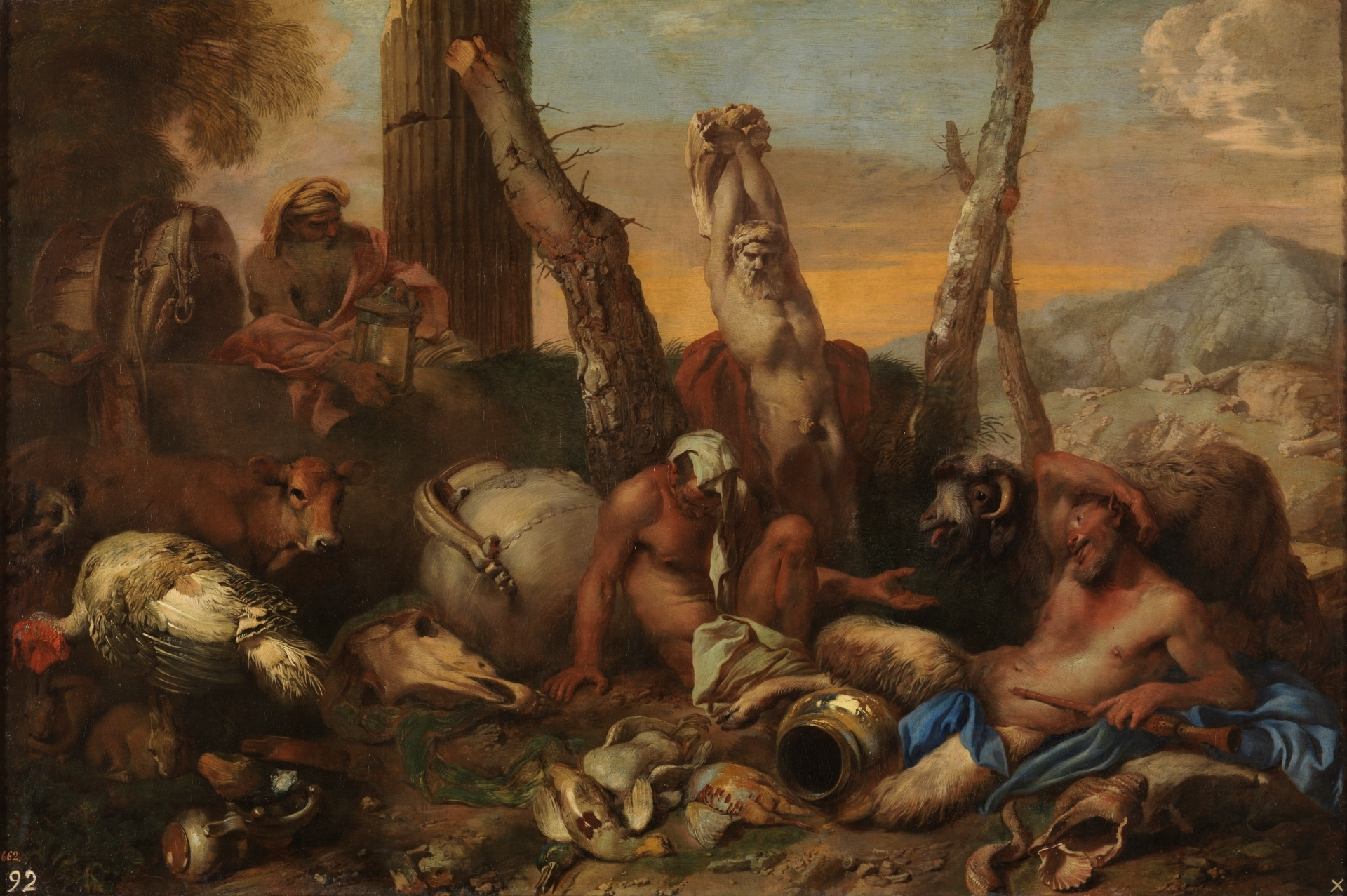
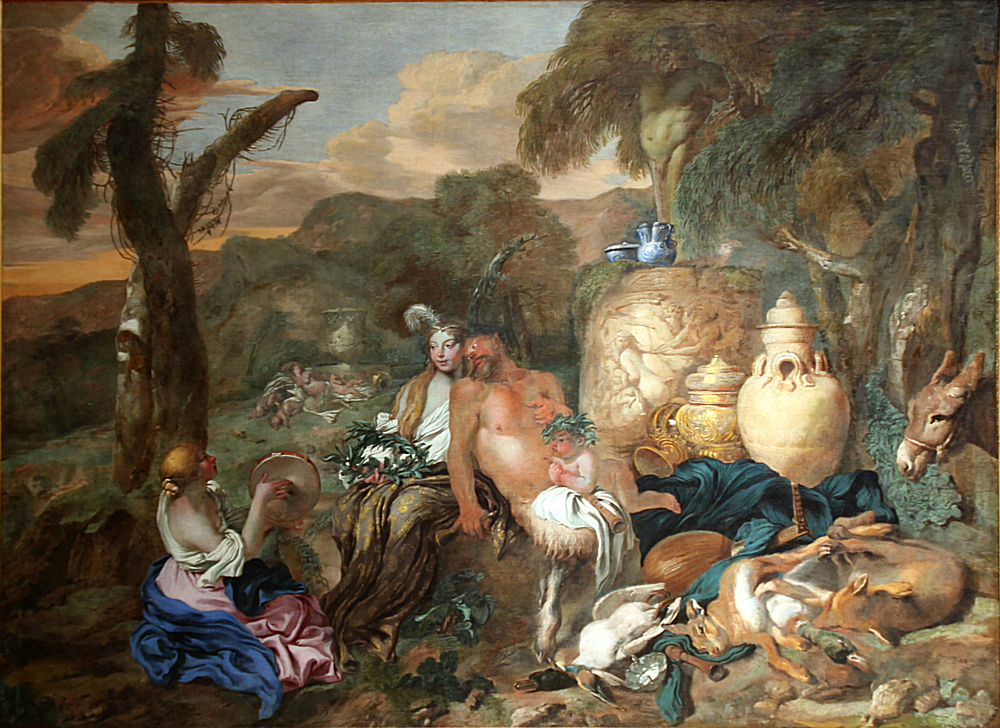
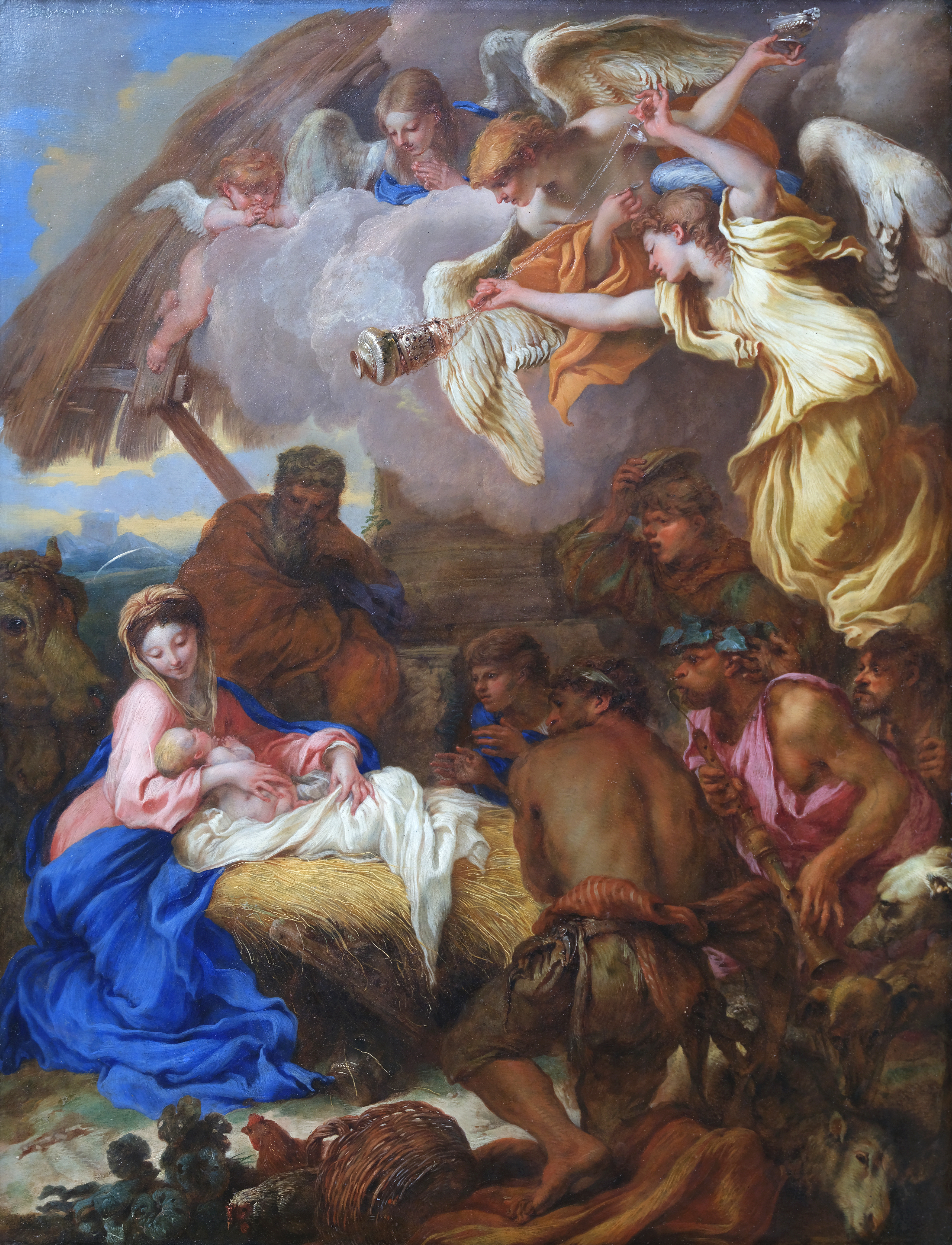
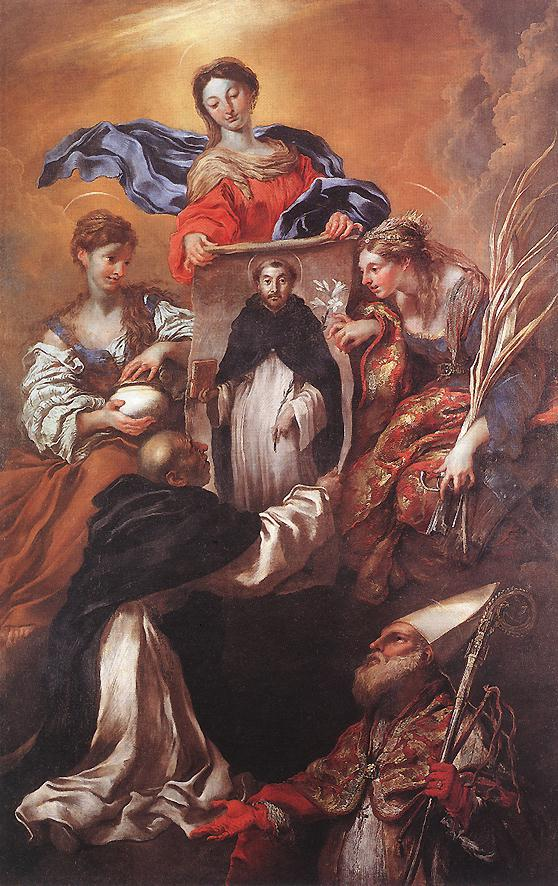
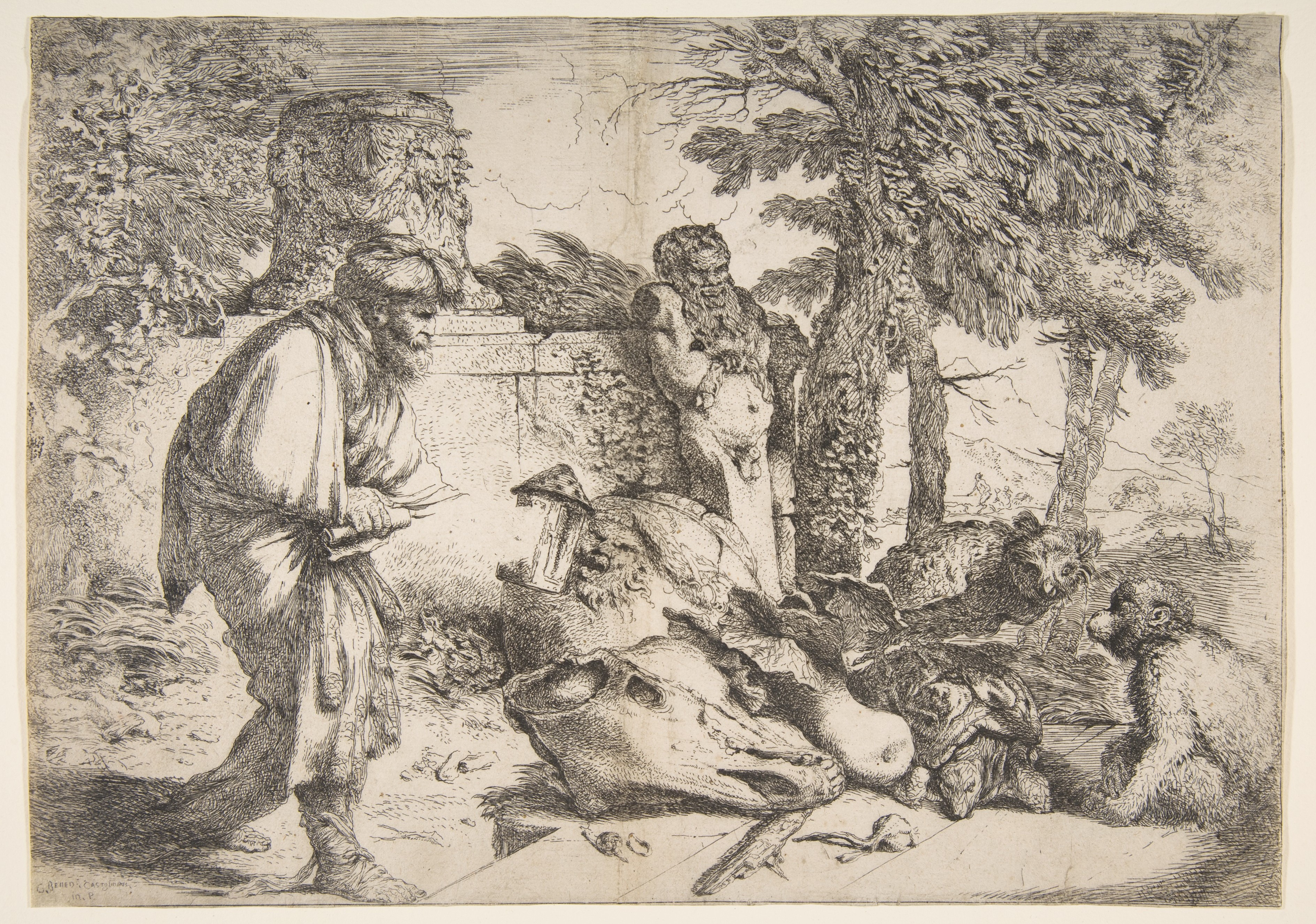
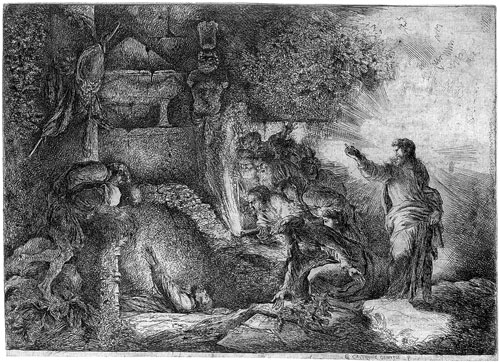